# José Luis Zabala Arrondo
José Luis Zabala Arrondo (Irún, 15 de diciembre de 1898-Barcelona, 23 de abril de 1946) fue un futbolista español que jugaba como delantero. Jugó cuatro partidos con la selección de fútbol de España en 1923 y 1924, marcando cuatro goles, incluido un triplete contra Portugal el 16 de diciembre de 1923.

## Carrera

### Carrera de clubes
Nacido en Irún, comenzó a jugar al fútbol en las categorías inferiores del club de su ciudad natal, el Sporting de Irún. Tras breves estancias en el Izarra de Éibar y el Unión de Irún, Zabala fichó por el Espanyol en 1918, donde jugó una temporada como centrocampista. Tras lesionar a un jugador rival, fue sancionado por la Federación Catalana de Fútbol, con tres meses de baja. Este hecho provocó que abandonara el Espanyol y se uniera al Real Club Deportivo Oviedo, que posteriormente se fusionaría con el Real Stadium Club Ovetense para formar el Real Oviedo en 1925. En el primer derbi asturiano entre el Real Sporting de Gijón y el Real Oviedo (entonces Real Club Deportivo Oviedo), celebrado el 25 de enero de 1920, fue Zabala quien marcó el primer gol del empate oviedista en el empate 2-2.
Tras cuatro temporadas en el Oviedo, Zabala regresó al Espanyol en 1923, y en su segunda etapa allí se convirtió en un brillante delantero, formando una dupla de ataque con jugadores como Rafael Oramas, Alfredo Arróniz y José Padrón, y consiguiendo sus primeras convocatorias internacionales para las selecciones española y catalana. En 1926 regresó a Oviedo y terminó su carrera en el Valencia en la temporada 1929-30.

### Carrera internacional
Debutó con España el 28 de enero de 1923 contra Francia y marcó el segundo gol de su equipo en la victoria por 3-0. En su siguiente partido internacional, el 16 de diciembre de 1923, volvió a marcar, anotando un triplete en el derbi ibérico para ayudar a su equipo a conseguir una victoria por 3-0. En total, Zabala marcó 4 goles en 4 partidos internacionales. Marcó otro triplete para España en la victoria por 7-0 sobre el once de Cataluña el 13 de marzo de 1924.
Siendo del Real Oviedo, fue elegible para jugar con la selección de fútbol de Asturias, siendo uno de los once futbolistas que jugaron el primer partido del equipo el 4 de junio de 1922, en un amistoso contra el St. Mirren FC, y aunque perdieron 3-7, Zabala fue el autor del primer gol en la historia del equipo. La selección asturiana disputó entonces siete partidos oficiales entre 1922 y 1926 en la Copa del Príncipe de Asturias de fútbol, ganando la edición 1922-23, en gran parte gracias a Zabala, que marcó dos goles en la victoria por 4-3 sobre Vizcaya en cuartos de final, seguido de un gol de la victoria en el último minuto contra Cataluña en semifinales y para sellar su memorable campaña con estilo, anotó dos goles en la segunda mitad de la final para darle a su equipo una victoria por 3-1 sobre Galicia. Su doblete en el último partido del torneo le convirtió en el máximo goleador del torneo con 5 goles. Sin embargo, la siguiente edición de la competición no tuvo tanto éxito, ya que Asturias fue eliminada por el Vizcaíno en cuartos de final a pesar de otro gol de Zabala. Con esos 6 goles, Zabala es el máximo goleador histórico de la Copa Príncipe de Asturias junto a Kinké y Juan Monjardín, que también marcaron 6 goles. Zabala es también el máximo goleador del equipo asturiano con 7 tantos.
Cuando regresó al Espanyol en 1923, se hizo elegible para jugar con la selección catalana, sin embargo, debido al poco rigor estadístico que tenían los periódicos en ese momento, se desconoce el número exacto de internacionalidades que obtuvo.

## Honores

### Club
Unión de Irún
- Copa del Rey:
  - Campeones (1): 1918

### Internacional
Asturias XI
- Copa del Príncipe de Asturias:
  - Campeones (1): 1922-23

### Individual
Asturias XI
- Máximo goleador de la Copa Príncipe de Asturias 1922-23 con 5 goles

### Récords
- Máximo goleador histórico de la Copa del Príncipe de Asturias con 6 goles.
- Máximo goleador histórico de Asturias con 7 goles.